# Клоазонизъм
Клоазонизъм е стил в постимпресионистичната живопис, характерен с ясно очертани и плоски форми, отделени с черни контури. Терминът е въведен от Едуард Дюжарден по повод Салона на независимите, през март 1888 г. Художниците Емил Бернар, Луи Анкетен, Пол Гоген, Пол Серюзие и други започват да рисуват в този стил в края на 19 век. Името идва от техниката клоазоне Архив на оригинала от 2017-08-11 в Wayback Machine., при която телена форма се пълни със стъкло на прах, след което се опича. Много от тези художници описват творбите си и като синтетични.
„Жълтият Исус" (1889) е сред най-отличителните клоазонистични творби. Тук Гоген свежда изображението до зони с един цвят, разделени от отчетливи черни линии. В подобни картини той не се съобразява с класическата перспектива и смело премахва нюансите в цветовете – два от най-важните принципи на след-Ренесансовата живопис.
Клоазонистичното разделение на цветовете дава отражение на Модернизма.

## Галерия
- „Автопортрет с портрет на Гоген, посветен на Винсент ван Гог“ (1888), Емил Бернар
- „Бретански жени в полето“ (август 1888), Емил Бернар
- „Бретански жени и деца“ (ноември 1888) Винсент ван Гог
- „Видение след проповед“ (1888), Пол Гоген
- „Четяща жена“ (1890), Луи Анкетен
- „Талисманът“ (1888), Пол Серюзие